# یاستژنبنا پیروشا
یاستژنبنا پیروشا (به لاتین: Jastrzębna Pierwsza) یک روستا در لهستان است که در گمینا شتابین واقع شده‌است. یاستژنبنا پیروشا ۳۱۰ نفر جمعیت دارد.